# 樫木
樫木（学名：Dysoxylum excelsum）为楝科樫木属下的一个种。該物種主要分佈於广西西南部及云南南部和东南部以及印度、中南半岛、印度尼西亚海拔130-1 000米的山地雨林、常绿阔叶林或疏林中。

## 扩展阅读
- 維基物種上的相關：樫木